# S50 (Polen)
De S50 is een tegen 2027 geplande snelweg in Polen. De S50 zal een noordelijke ringweg vormen om Warschau om de S8 en de S17 te ontlasten. De S50 zal 120 kilometer lang zijn.
A1 · A2 · A4 · A6 · A8 · A18 · A50
S1 · S2 · S3 · S5 · S6 · S7 · S8 · S10 · S11 · S12 · S14 · S16 · S17 · S19 · S22 · S50 · S51 · S52 · S61 · S74 · S79 · S86